# Така пізня, така тепла осінь
«Така пізня, така тепла осінь» — український художній фільм режисера Івана Миколайчука, відзнятий у 1981 році на Київській кіностудії ім. О. Довженка.
Займає 54-55-у позицію у списку 100 найкращих фільмів в історії українського кіно.

## Деталі сюжету
Буковинський селянин Руснак залишає убогі буковинські землі і з маленькою
донечкою Орисею їде до Канади — може там пощастить? На чужині він забуває про убогість, там виростає його онука, там він хоронить доньку, але не знаходить щастя. І тепер Руснак, скориставшись послугами «Інтуриста», їде в свій край, де колись був щасливим. 

## В ролях
- Петро Міхневич — Михайло-Майкл Руснак (в старості)
- Григорій Гладій — Михайло-Майкл Руснак (в молодості)
- Галина Щебивовк (Сулима) — Орися Руснак
- Миколайчук Іван — Григір Корчак
- Надія Доценко — Соломія Руснак
- Лесь Сердюк — Мелетій та Іван Мелетійович
- Борис Цимба — Джексон
- Федір Стригун — Єремій
- Таїсія Литвиненко — Пріська
- Фарада Мумінова[ru] — Ізигюль
- Ярослав Гаврилюк — Василь
- Валентина Салтовська — Клеонія
- Наталія Сумська — суперниця
- В епізодах: І. Адамчук, М. Бідзіля, В. Васильєв, В. Глухий, В'ячеслав Гостинський, Н. Горобець, Єлизавета Дєдова, Галина Довгозвяга, В. Петрук, Н. Собіна, Ганна Сумська, Людмила Чиншева, Ігор Шкурин,

## Знімальна група
- Автори сценарію: Віталій Коротич, Іван Миколайчук
- Режисер-постановник: Іван Миколайчук
- Оператор-постановник: Юрій Гармаш
- Режисери: Ю. Жариков, В. Комісаренко
- Оператор: Ю. Тимощук
- Звукооператор: Софія Сергієнко
- Монтажер: Наталія Акайомова
- Костюми: І. Вакуленко
- Грим: Людмила Семашко
- Декорації: Віталія Волинського, Миколи Рєзника, Сергія Хотимського
- Комбіновані зйомки: оператор: Микола Шабаєв
- Майстер світлотехніки: Г. Котов
- Асистенти режисера: Г. Шагаєва, О. Сотникова, І. Широкий
- Асистенти оператора: М. Кононов, В. Онищенко, В. Тимченко, Володимир Довгальов
- Редактор: Віталій Юрченко
- Директори картини: Володимир Смертюк, Сергій Чаленко
- У фільмі звучать пісні:
  - «Тиша навкруги» (Розкажи мені…) у виконанні «Тріо Маренич»; слова та музика Олександра Богачука
  - «Чом, чом, земле моя» у виконанні Дмитра Гнатюка; слова: Віра Лебедова, музика: Денис Січинський

та ін.

## Фільмування
Виконавиця головної жіночої ролі у фільмі Галина Сулима, яка знялася в ньому, будучи студенткою ВДІКу, згадувала, що на той час була в майстерні Сергія Бондарчука, і він не дозволяв студентам зніматися в кіно: «мовляв, якщо погано зіграєте, то можете себе знищити». Але її він відпустив, тому що був переконаний: Іван Миколайчук — геній.
Галина Сулима згадує:
У цій картині був фантастичний акторський склад: Петро Михневич, Григорій Гладій, Наталка Сумська, Таїсія Литвиненко, Федір Стригун та Лесь Сердюк. Ми всі захоплювались Іваном Миколайчуком. Але радянське Держкіно не погоджувалося з нами: на Кіностудію Довженка керівництво надіслало 186 правок. Їм не подобалося все: любов до своєї землі, те, що героїня приїжджає з Канади, закохується та залишається в Україні. Вони лякалися філософії у фільмі. Вони розуміли, що Іван — геній, і знали, який він має вплив на глядачів, тому боялися його. Але Миколайчук завжди робив саме те, що хотів та відчував. Тому всі його ролі у фільмах щирі й талановиті.
При цьому Галина Сулима згадує, що режисер працював з акторами особливо: «ми читали сценарій, розмовляли, але репетицій він не проводив. (…) Йому у фільмі потрібна була саме твоя особистість, тому було дуже багато імпровізації. Якщо йому щось не подобалося, то він казав: „Перепрошую, сонечко, все дуже добре, але потрібно зняти ще, це більше оператору потрібно, ніж мені, тож зіграй трохи інакше“. У нього майже всі грали добре з першого дубля.».